# PCV (Beatmungsform)
PCV steht für pressure controlled ventilation (druckkontrollierte Beatmung) und ist eine kontrollierte Beatmungsform in der Medizin. Sie ist druckkontrolliert, es wird also nur bis zu dem im Beatmungsgerät eingestellten Maximaldruck beatmet, optional kann auch eine untere Grenze eingestellt werden, der sogenannte PEEP (positive end expiratory pressure). Daraus ergibt sich dann je nach Compliance des Patienten das individuelle Tidalvolumen (Volumen, das dem Patienten mit jedem Atemhub zugeführt wird). Es ergibt sich aus der Formel V = C * p. V = Volumen, C = Compliance und p = Druck. Nur wenn das Tidalvolumen groß genug ist, ist eine ausreichende Belüftung der Lunge und somit der Alveolen gewährleistet.
Alternativ zu diesem druckkontrollierten Beatmungsmodus gibt es den volumengesteuerten Modus VCV (volume controlled ventilation).